# Tomatito

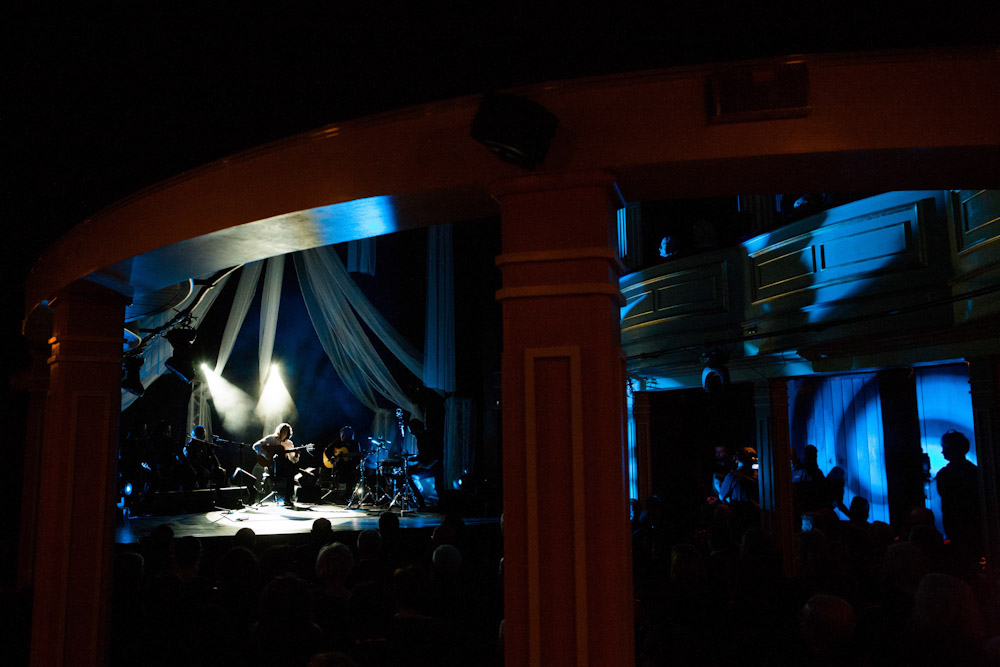
Koncert Tomatito w lubelskim Teatrze Starym

José Fernández Torres, znany jako Tomatito (ur. 20 sierpnia 1958 w Almeríi) – hiszpański muzyk pochodzenia romskiego, jeden z największych gitarzystów flamenco i nuevo flamenco. Tomatito wychował się w rodzinie muzyków: jego ojciec José Fernández Castro grał na gitarze i klarnecie, a wujowie Niño Miguel i Antonio byli gitarzystami.

## Życiorys
Tomatito stał się sensacją w świecie flamenco, gdy w młodym wieku został odkryty przez gitarzystę Paco de Lucía i rozpoczął współpracę z wokalistą flamenco Camaronem de la Isla. W 1979 r. trio napisało hit znany jako „La Leyenda del Tiempo”, a ich współpraca trwała aż do śmierci Camaróna w 1992 r.
W późniejszych latach muzyk współpracował z pianistą Michelem Camilo, co zaowocowało powstaniem albumów „Spain” (2000) oraz „Spain Again” (2006).
Muzyka Tomatito to mieszanka tradycyjnego flamenco i jazzu. Na niektórych albumach, między innymi „Barrio Negro”, eksperymentował z muzyką kubańską i brazylijską, pracował także z wokalistą flamenco Duquende oraz pianistą Chano Domínguezem.
Tomatito nagrał w sumie sześć albumów solowych, a za muzykę, którą napisał do filmu Vengo w reżyserii Tony'ego Gatlifa, otrzymał w 2001 r. Cezara – francuską nagrodę filmową. Cztery lata później został nagrodzony Latin Grammy za album „Aguadulce”.

## Koncerty w Polsce
11 marca 2012 r. zagrał na koncercie otwierającym działalność odrestaurowanego Teatru Starego w Lublinie. Koncert pod tytułem „Luz de Guia” był transmitowany przez TVP Kultura oraz na telebimie na lubelskim placu po Farze. By gościem Siesta Festivalu Marcina Kydryńskiego.

## Dyskografia (wybór)
- Albumy solowe:
  - 1987: Rosas del Amor
  - 1991: Barrio Negro
  - 1997: Guitarra Gitana
  - 2000: Spain
  - 2001: Paseo de los Castaños
  - 2004: Aguadulce
  - 2006: Spain Again
  - 2010: Sonanta Suite
  - 2012: Mi Santa Ft Romeo

- Z Camarón de la Isla i Paco de Lucía:
  - „Como El Agua”
  - „Calle Real”
  - „Vivire”

- Z Camarón de la Isla:
  - 1979: „La Leyenda del Tiempo”
  - „Soy Gitano”
  - „Potro de Rabia y Miel”
  - 1999: Paris 1987